# Eva Lesmes
Eva Lesmes (Gijón, Astúries, 3 d'agost de 1961) és una directora de cinema, realitzadora de televisió i guionista de cinema i televisió espanyola.
Es va graduar en Direcció de cinema i televisió a l'American Film Institute de Los Angeles. Va formar-se en Interpretació i Direcció d'actors amb John Strasberg, Dominique de Faccio, William Layton i Jose Carlos Plaza, a Madrid i a la Lee Strasberg Theatre Institute de Los Angeles. Va fer diversos cursos de guió a UCLA, Los Angeles, i el seminari de Robert Mackee. Es va graduar com a directora de cinema a l'escola TAI de Madrid

## Filmografia

### Directora
- Delirios de amor (Sèrie TV)
- Pon un hombre en tu vida (1996)
- La casa de los líos (Sèrie TV)
- A las once en casa (Sèrie TV)
- El palo (2001)
- Ana y los siete (Sèrie TV)
- La noche del escorpión (2002) (Telefilm)
- Código fuego (2003) (Sèrie TV)
- Ellas y el sexo débil (Sèrie TV)
- El comisario (Sèrie TV)
- Estados Alterados Maitena (Sèrie TV)
- Maldito lunes (2012) (curtmetratge)